# Altslawischer Ritus
Der altslawische Ritus (auch: glagolitischer Ritus und römisch-slawische Liturgie) ist eine Form des Römischen Ritus, die seit dem 9. Jahrhundert in Kroatien und Bosnien und Herzegowina geübt wird, sich zuletzt aber nur in Teilen Dalmatiens und in Istrien erhalten hat. Während sonst in der römisch-katholischen Kirche bis zur Liturgiereform des II. Vatikanischen Konzils fast überall das Lateinische in der Liturgie verwendet wurde, feierte man in vielen Kirchen Dalmatiens den Gottesdienst (Messfeier, weitere Sakramente und das Stundengebet) über Jahrhunderte in slawischer Übersetzung.

## Geschichte
Die Slawenapostel Cyrill und Method waren die ersten, die die altslawische Sprache geschrieben haben. Dafür entwickelte Cyrill das so genannte glagolitische Alphabet. In dieser Schrift wurden einige der ältesten slawischen Manuskripte, ausnahmslos biblische und liturgische Texte westlicher wie östlicher Herkunft, verfasst. Während sich später bei den Mährern die lateinische Schrift durchsetzte und in Bulgarien, Serbien und der Kiewer Rus die kyrillische Schrift in Gebrauch kam, hat sich bei den dalmatinischen Kroaten die Glagoliza erhalten und wurde insbesondere für liturgische Bücher verwendet, die auf Altkirchenslawisch geschrieben waren.

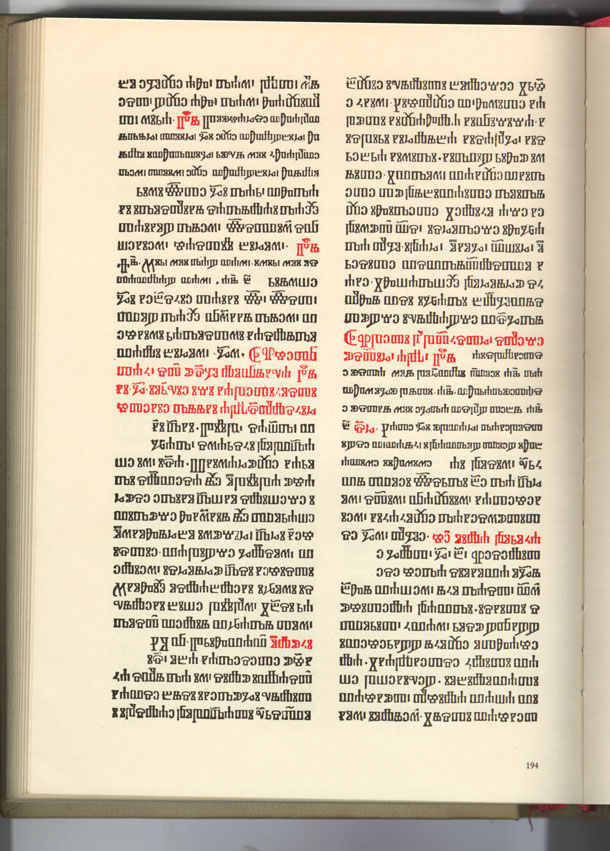
Missale Romanum Glagolitice. 1483

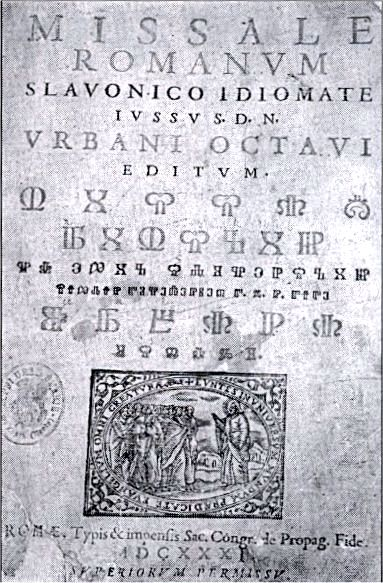
Altslawisches Missale Romanum in glagolitischer Schrift. Rom 1631

Wie die Slawen in Böhmen und Mähren, so gerieten auch die Slawen an der Adriaküste bald in den Einflussbereich der lateinischen Kirche und sie benutzten auch den Römischen Ritus im Gottesdienst. Ähnlich wie die Griechen im südlichen Italien erhielten sie das päpstliche Privileg, die Messe in ihrer eigenen Sprache zu feiern. Während aber die Griechen dabei dem byzantinischen Ritus folgten, war der altslawische Ritus der dalmatinischen Slawen eine Übersetzung der lateinischen Liturgietexte, wie sie in den meisten westlichen Diözesen verwendet wurden.
Der muttersprachliche Ritus des Method missfiel einem Teil des römischen Klerus. Deshalb berief ihn Papst Johannes VIII. in einem Brief vom 14. Juni 879 nach Rom. Dort rechtfertigte sich Method und der Papst erlaubte den Ritus und teilte dies 880 in dem Brief „Industriae tuae“ auch dem großmährischen Fürsten Svatopluk mit. In späteren Zeiten verhielten sich die Päpste in dieser Frage uneinheitlich und manche versuchten, den altslawischen Ritus in Dalmatien einzuschränken oder gar ganz abzuschaffen. Um das Jahr 920 verbot Johannes X. in Schreiben an den Erzbischof von Spalato und an den Herzog Tomislav die slawische Liturgie. Im Jahre 1059 kam Mainard als päpstlicher Legat nach Dalmatien und Kroatien und ein Konzil unter seinem Vorsitz erneuerte das Verbot des slawischen Ritus, welches auch von den Päpsten Nikolaus II. und Alexander II. bestätigt wurde. Dessen Nachfolger Papst Gregor VII. verweigerte in einem Brief aus dem Jahre 1080 an Vratislav II. von Böhmen die Verwendung der slawischen Sprache.
Allein bis ins 11. Jahrhundert genoss die altslawische Liturgie immer die Förderung und den Schutz der kroatischen Könige. Und als schließlich ab 1102 keine slawische Dynastie mehr in Kroatien herrschte, war die Tradition der altslawischen Liturgie in Dalmatien schon so fest verwurzelt, dass an eine Abschaffung nicht mehr zu denken war. Im Jahre 1248 erlaubte Papst Innozenz IV. den Südslawen den ritus slavo-latinus. Die slawischen Texte für den Gottesdienst (Missale), die Spendung der Sakramente und Sakramentalien (Rituale) sowie das Stundengebet (Brevier) wurden das gesamte Mittelalter über in glagolitischen Manuskripten tradiert. Zentren der Überlieferung waren vor allem Klöster auf den dalmatinischen Inseln. Mittlerweile hatte sich aber die kroatische Volkssprache weiterentwickelt und sehr weit von der Sprache des altslawischen Ritus entfernt. Daher wurden die Messtexte auch in adaptierter Form in der Volkssprache aufgeschrieben. Seit dem 15. Jahrhundert wurden slawische Messbücher und Breviere in glagolitischer Schrift auch gedruckt, 1640 in Lateinschrift ein volkssprachliches Rituale Romanum zur Verwendung sowohl im glagolitischen wie im lateinischen Gottesdienst.

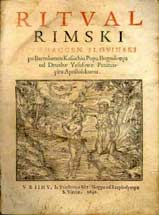
Titelblatt des kroatischen Rituale Romanum, 1640

Die päpstliche Kirche in Rom interessierte sich in den Zeiten der Gegenreformation wieder stärker für den altslawischen Ritus. Papst Urban VIII. approbierte in einer Apostolische Konstitution vom 29. April 1631, die korrigierte Neuausgabe des römisch-slawischen Missale (Missale Romanum Slavonico idiomate) als gleichwertig zum lateinischen Missale Romanum. Sein Nachfolger Innozenz X. erkannte in gleicher Weise 1648 das slawische Brevier offiziell an, dessen überarbeitete Neuausgabe 1688 unter Innozenz XI. erfolgte.
Als im Jahr 1828 Latein als alleinige Unterrichtssprache in den Priesterseminaren Dalmatiens eingeführt worden war, wirkte sich dies ungünstig für den Erhalt des altslawischen Ritus aus. Die jungen Priester gingen nun an vielen Kirchen zum lateinischen Ritus über, der ihnen von der Ausbildung her vertraut war. Trotzdem überlebte der altslawische Ritus an einigen Orten und 1893 bzw. 1894 wurden in Rom von der Propagandakongregation ein neues Missale Romanum, Slavonico idiomate und ein neues Rituale (Obrednik) herausgegeben. Einige patriotisch gesinnte kroatische Bischöfe, wie Josip Juraj Strossmayer und Antun Mahnić, engagierten sich besonders für den Erhalt und Verbreitung der altslawischen Liturgie. Mahnić z. B. gründete 1902 die Altslawische Akademie mit Sitz auf Krk. Der Bitte Strossmayers, den slawischen Ritus in ganz Kroatien und in Bosnien einzuführen, hat der Hl. Stuhl aber eine Absage erteilt. Auf Bitten des montenegrinischen Fürsten Nikola verlieh Papst Leo XIII. dem Erzbistum Bar 1886 das Recht, auch die altslawische Sprache in der Liturgie zu gebrauchen, die dort in der Praxis aber kaum Verwendung fand, einerseits weil die Priester mit der glagolitischen Schrift nicht vertraut waren, andererseits weil viele Katholiken in Montenegro Albaner waren.
Um 1900 wurde der altslawische Ritus noch in den kroatischen Diözesen Senj, Krk, Zadar und Split gepflegt. Dazu kamen noch einige Klosterkirchen der „glagolitischen Franziskaner“ (TOR). Den Priestern war es verboten, während des Gottesdienstes zwischen den Sprachen zu wechseln; die Liturgie musste entweder ganz in slawischer oder ganz in lateinischer Sprache zelebriert werden.
Die Existenz der glagolitischen, liturgischen Bücher hinderte bereits das Konzil von Trient daran, Latein als einzige zulässige liturgische Sprache vorzuschreiben. Am 6. November 1962 wurde noch während des Zweiten Vatikanischen Konzils eine Messe im glagolitischen Usus von Bischof Josip Arnerić gefeiert. In der Folge des Zweiten Vatikanischen Konzils ebnete die glagolitische Tradition maßgeblich die Entscheidung, die erneuerte römische Liturgie in Landessprachen zu erlauben.
Durch die Einführung der Volkssprache in der römisch-katholischen Liturgie infolge der Liturgiereform des II. Vatikanischen Konzils verlor der altslawische Ritus seine Bedeutung; er wird heute nur mehr ausnahmsweise in der Liturgie verwendet.

### Darstellungen
- D. Kniewald: Altslawische und kroatische Sprache im Gottesdienst. In: Liturgisches Jahrbuch 13 (1963) 33–42.
- František V. Mareš: Das neue kroatisch-neukirchenslavische Missale. In: Slovo 32–33 (1982–1983) 123–130.
- Francis J. Thomson: The Legacy of SS. Cyril and Methodius in the Counter-Reformation. The Council of Trent and the Question of Scripture and Liturgy in the Vernacular, together with an Account of the Subsequent Consequences for the Slavo-Latin (Glagolitic) Rite and the Bible in Croatian Translation. In: E. Konstantinou (Hrsg.): Methodios und Kyrillos in ihrer europäischen Dimension (Philhellenische Studien 10). Lang, Frankfurt a. M. 2005, 85–246. ISBN 3-631-53477-9 (Internet-Ausgabe; PDF; 807 kB)
- Mario Grčević: Das kroatische volkssprachliche Missale Romanum des 16. Jahrhunderts. Philologisch-linguistische Untersuchung. Diss. Mannheim 2005 (PDF; 3,57 MB)
- Ana Šimić – Jozo Vela, From the Little Chapters to the big question: How were the Croatian Glagolitic Breviaries and Missals compiled? In: Slovo 71 (2021) 121–168.
- Alojz Ivanišević: Die Bemühungen Josip Juraj Strossmayers um die slawische Liturgie aus der Sicht der österreichisch-ungarischen Zentralbehörden und des Vatikans. In: Kroatien (= Österreichische Osthefte 37/1995,2). S. 423–445.
- Matthias Murko: Die slawische Liturgie an der Adria. In: Österreichische Rundschau 2 (1884), S. 163–178.
- Josef Vajs: Memoria liturgiae slavicae in Dioecesi Auxerensi. Ex archivo Dioecesano Auxerensi excerpsit. Veglae 1906.
- Bernardo Benussi: La liturgia slava nell’Istria. In: Atti e memorie della Società istriana di archeologia e storia patria. Parenzo 1893.